# Verkehrsministerium (München)

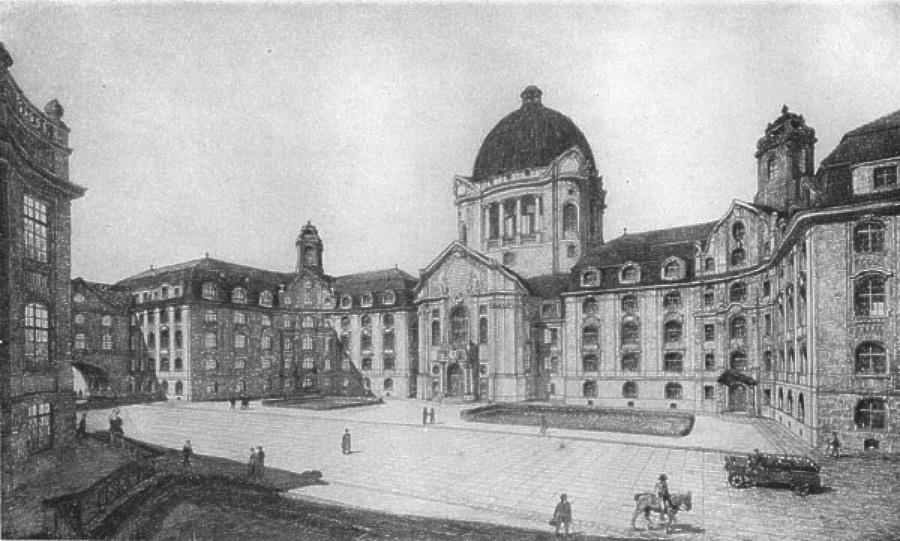
Das Königlich-Bayerische Verkehrsministerium, 1916

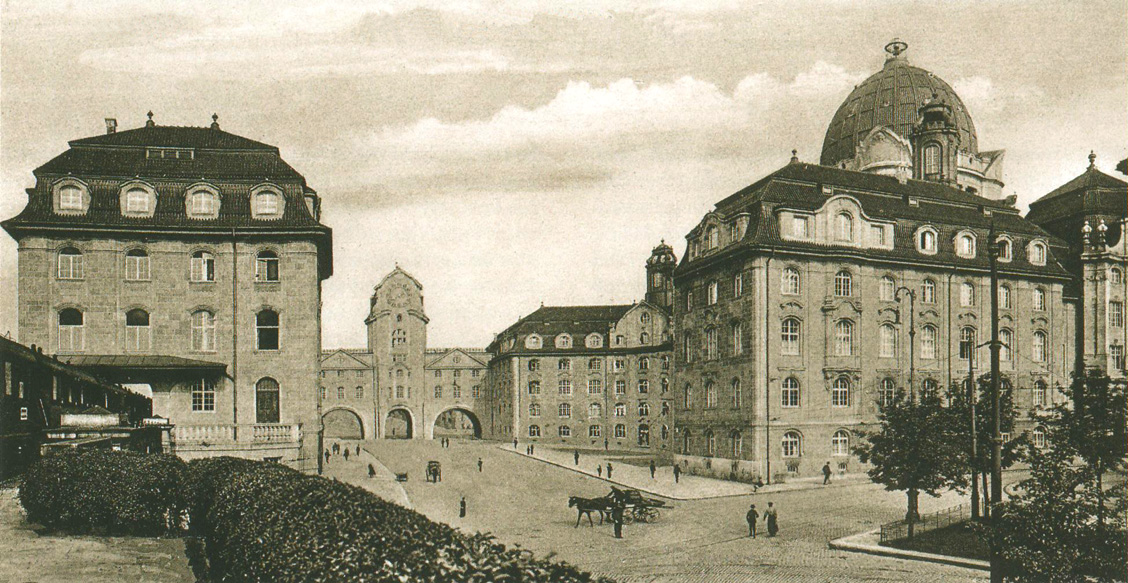
Verkehrsministerium mit dem Torbau in der Mitte, links der erhaltene südliche Bauteil (heute Eisenbahn-Bundesamt)

Der Bau für das Bayerische Verkehrsministerium stand in München in der Arnulfstraße 9. Teile der nach den Zerstörungen des Zweiten Weltkrieges noch bestehenden Flügel des Bauwerks werden von einer Außenstelle des Eisenbahn-Bundesamtes genutzt.

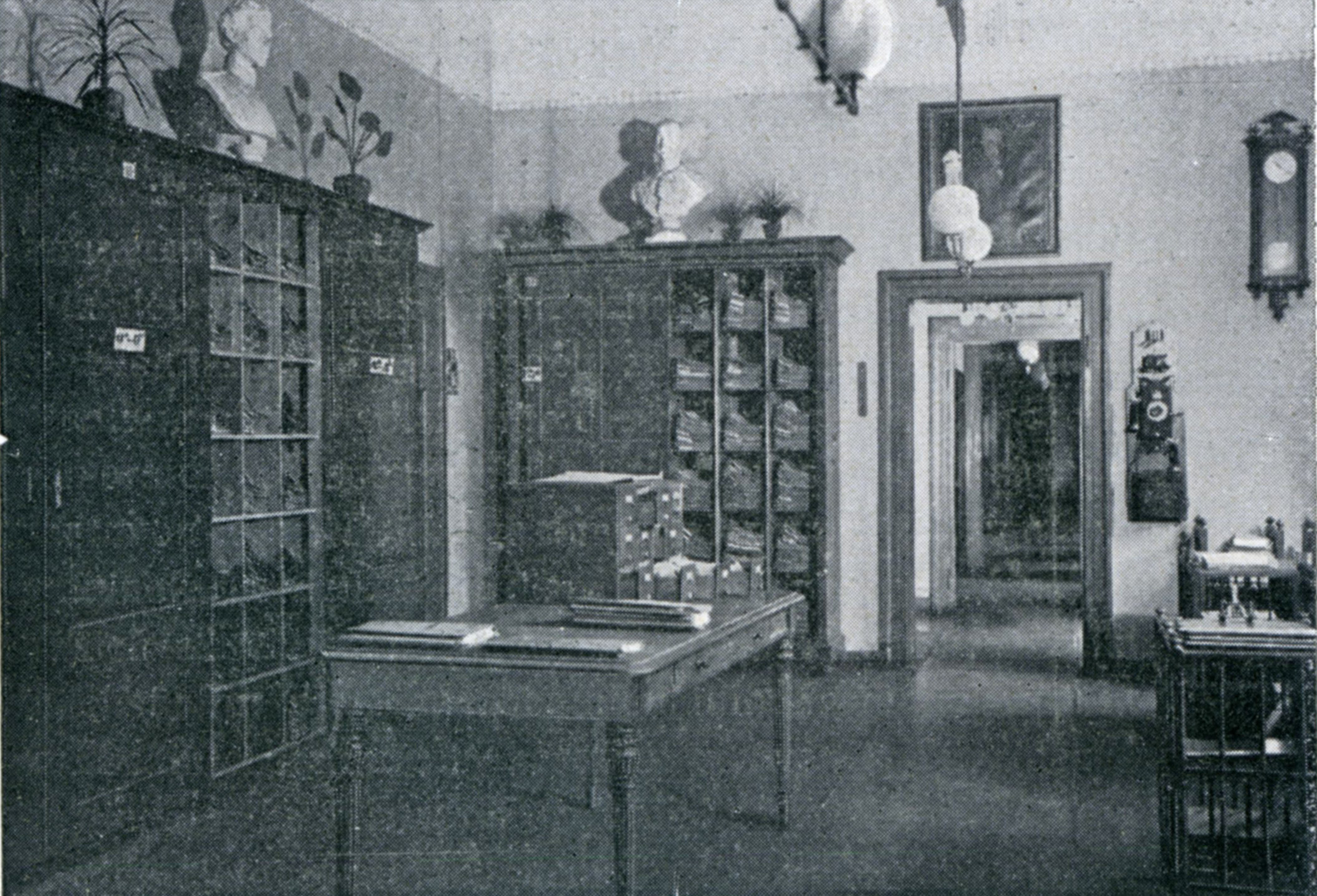
Geheime Registratur des Verkehrsministeriums, vor 1911

## Gebäude

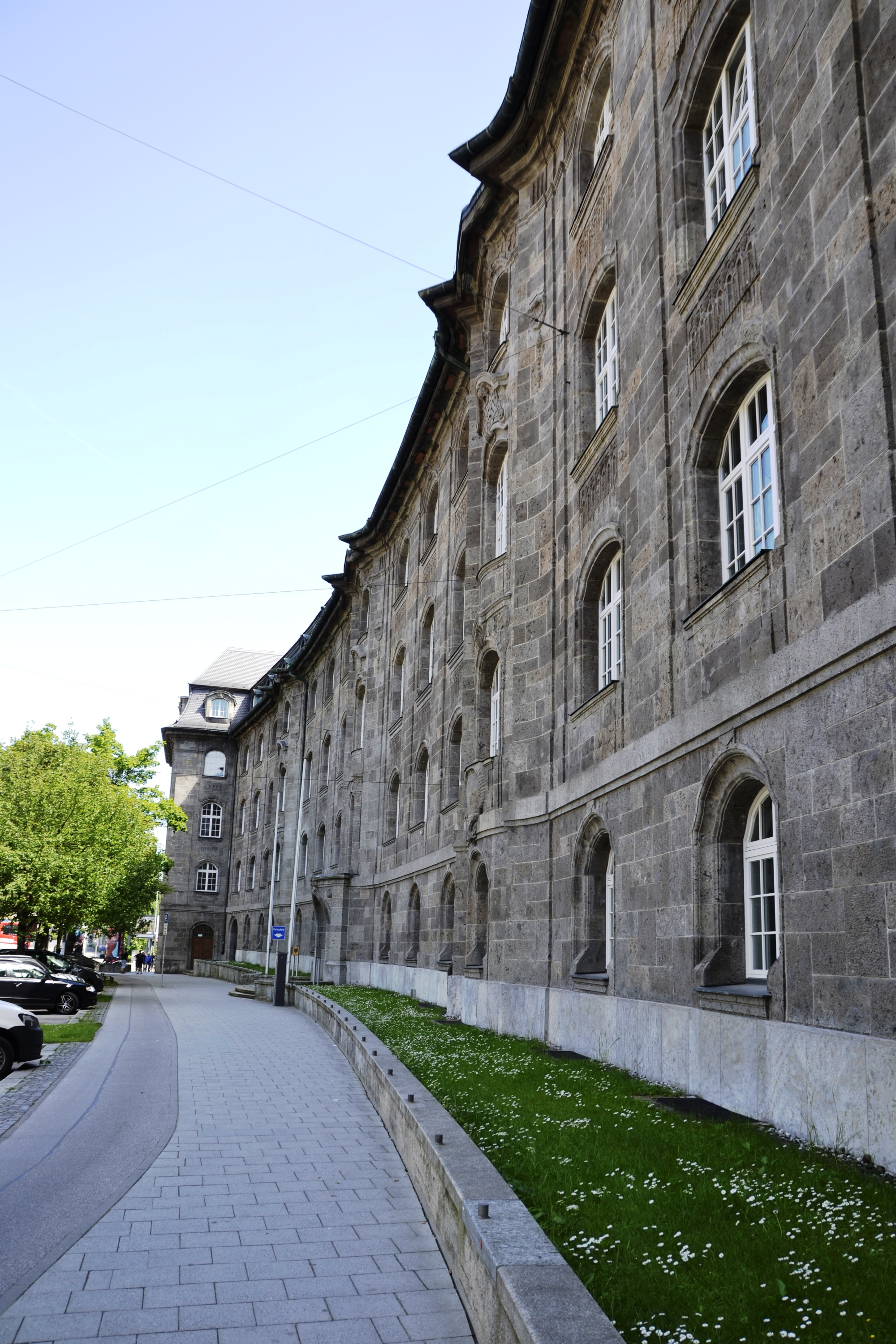
Arnulfstraße 9/11/13, heute Eisenbahn-Bundesamt

Der langgestreckte, leicht konkave neubarocke Tuffsteinbau mit reicher plastischer Gliederung entstand zwischen 1906 und 1913 zu beiden Seiten der Arnulfstraße, die beiden Gebäudeflügel wurden durch einen über die Straße reichenden Torbau miteinander verbunden. Der weitläufige Nordteil des Baus wurde um eine 72 Meter hochragende Kuppel – der höchsten der Stadt – gruppiert. Architekt war Carl Hocheder. Der repräsentative Bau sollte auch das Reservatrecht Bayerns auf eine eigene Bahn und Post im Deutschen Kaiserreich demonstrativ in Szene setzen. In der Kuppelhalle befand sich seit 1927 die Skulptur Die Trauernden.
Im Zuge des Wiederaufbaus nach 1945 wurden einzelne Trakte der stark kriegsbeschädigten Anlage abgetragen: 1959 verschwand mit der von weiten sichtbaren Kuppel ein Wahrzeichen der Stadt, 1966 fiel dann auch der Torbau dem Ausbau der Arnulfstraße zum Opfer.

## Nutzung
Anfang des Jahres 1904 war unter dem Minister Heinrich von Frauendorfer das bayerische Verkehrsministerium geschaffen worden. Außer dem Ministerium waren im Gebäudekomplex weitere Einrichtungen untergebracht. Im Nordosten lag das Bahnpostamt, das über die 1910 errichtete und rund 350 m lange Post-U-Bahn München mit dem Hauptbahnhof verbunden war. In der Südost-Ecke lag das Postamt München 2, das nach der angrenzenden Hopfenstraße den Namen Hopfenpost erhielt.
Am 30. März 1924 startete der Hörfunk des Bayerischen Rundfunks mit der Ausstrahlung seiner ersten Sendung und läutete damit das Rundfunkzeitalter in Bayern ein: Gesendet wurde aus dem Sendesaal des Verkehrsministeriums, und die Übertragung erfolgte drahtlos in das Auditorium Maximum der Ludwig-Maximilians-Universität München.
Ab 1924 war im Gebäude des Verkehrsministeriums die Gruppenverwaltung Bayern der Deutschen Reichsbahn untergebracht. Nach der Auflösung der Gruppenverwaltung bezog 1933 die Reichsbahndirektion München das Gebäude.

## Hopfenpost

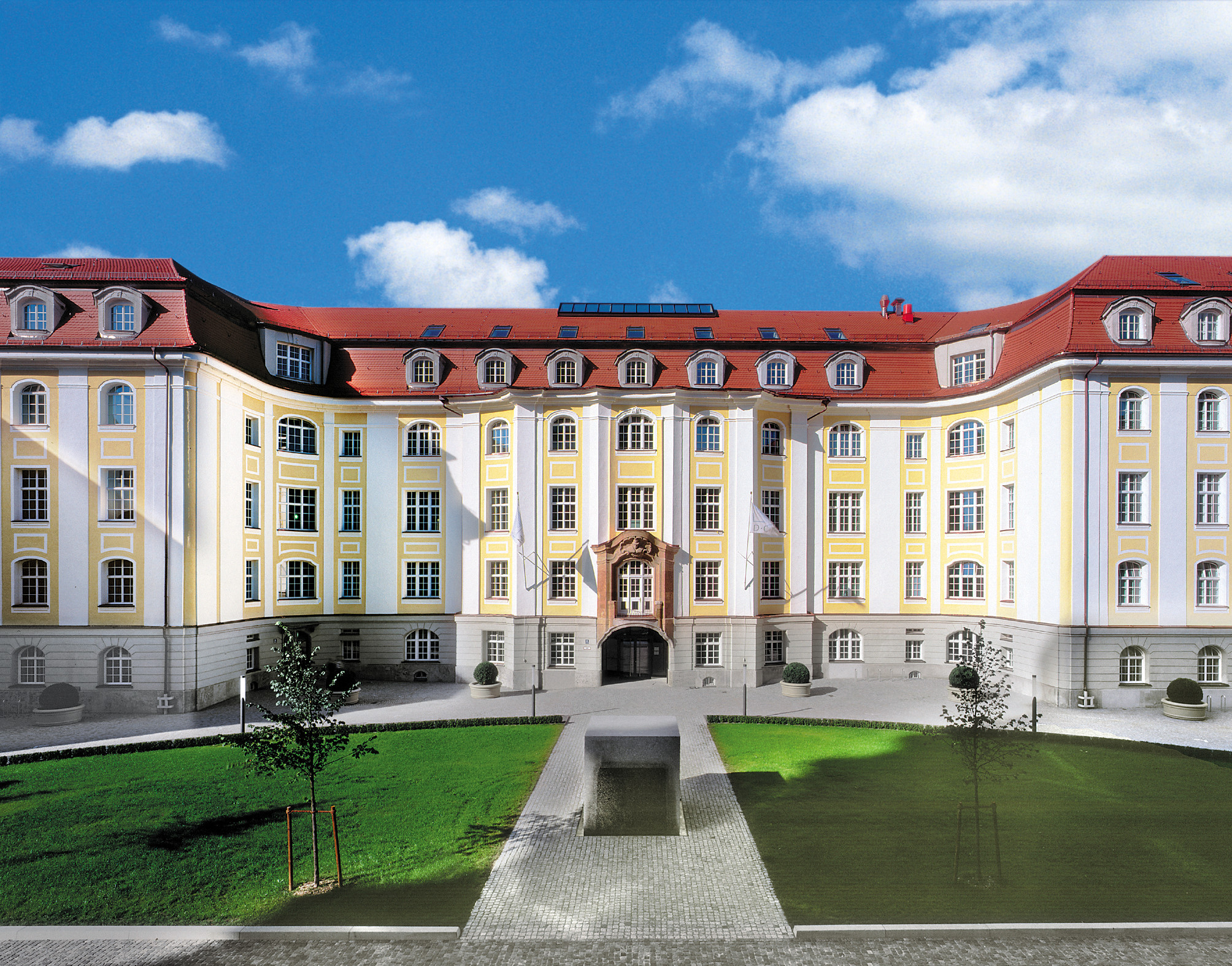
Hopfenstraße 4/6/8, Westhälfte des ehemaligen Verkehrsministeriums, ehemaliges Postdienstgebäude, die „Alte Hopfenpost“

Vom Hocheder-Bau ist nur der Südteil an der Arnulfstraße mit dem Eisenbahn-Bundesamt sowie der Westflügel des Nordteils erhalten. Er wird unter dem Namen „Alte Hopfenpost“ als Bürogebäude vermietet. Auf dem zentralen und dem östlichen Teil des Grundstücks wurde ein modernes Geschäftsgebäude ebenfalls mit dem Namen Hopfenpost errichtet. Es kombiniert Einzelhandel mit Büroräumen.

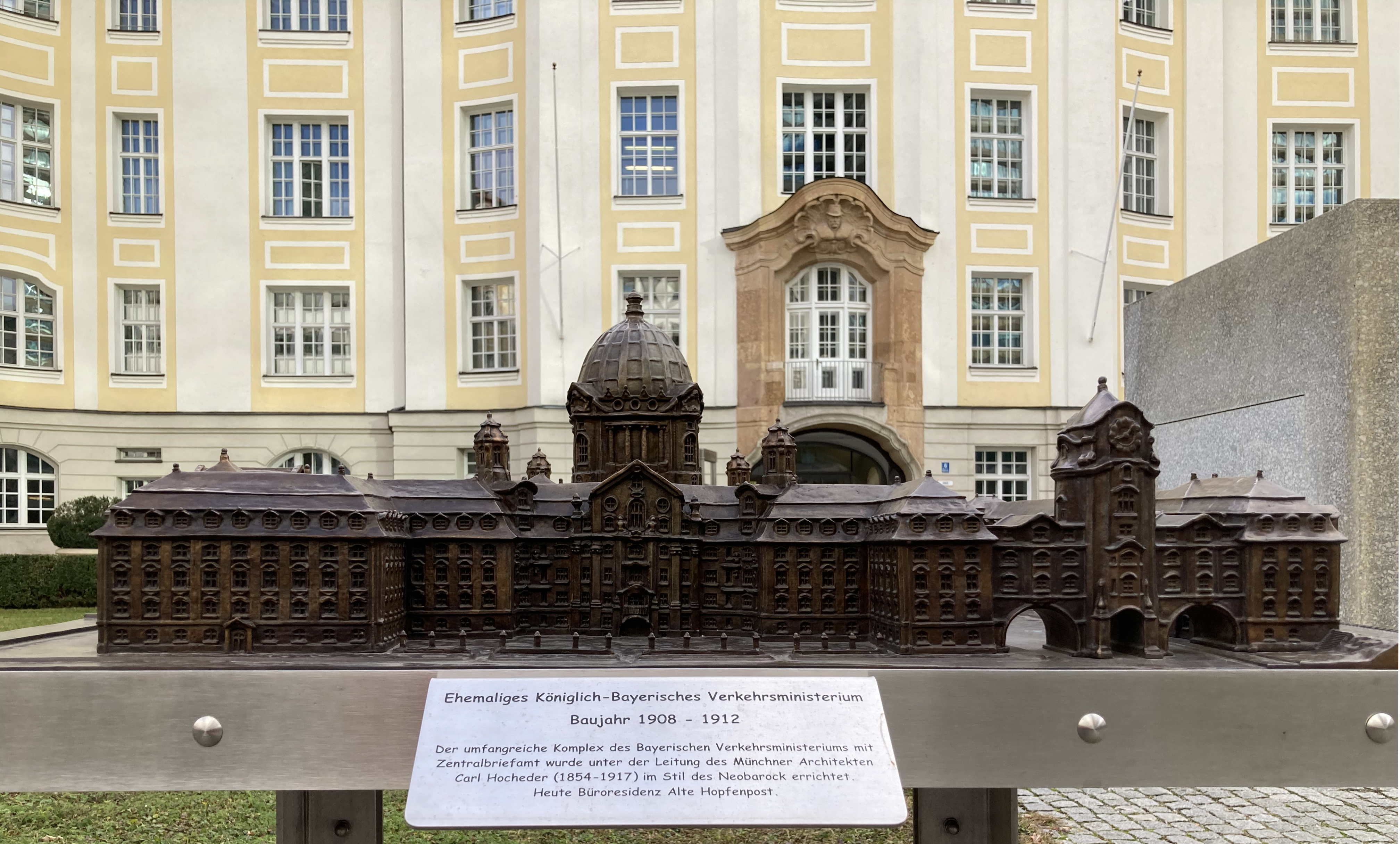
Bronzemodell vor dem Eingang des heute Hopfenpost genannten Gebäudes in der Hopfenstraße
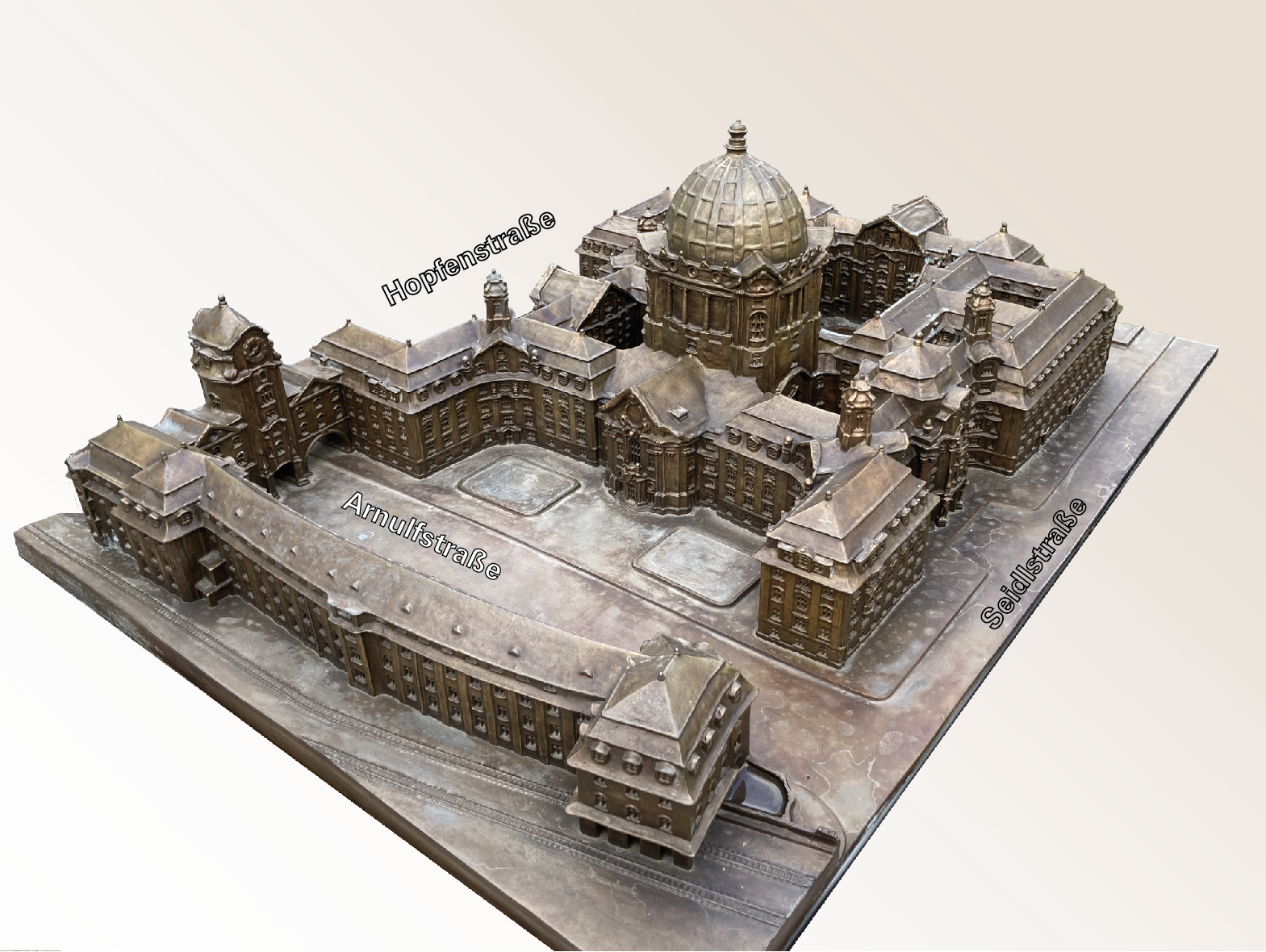
Bronzemodell des ehemaligen Bayerischen Verkehrsministeriums freigestellt von oben